# John Refoua
John D. Refoua (* 20. August 1960 oder 8. Dezember 1964; † 14. Mai 2023) war ein US-amerikanischer Filmeditor.

## Leben
Nachdem John Refoua von 1976 bis 1980 am Oberlin College studierte und im Alter von 19 Jahren seinen Bachelor in Wirtschaftswissenschaften erhielt, begann er seine Karriere als Editor 1990 bei der Krimifernsehserie Twin Peaks, wo er bei zwei Episoden als Assistent beim Filmschnitt mitarbeitete. Seit seiner ersten hauptverantwortlich geschnittenen Fernsehfolge der Actionserie Raven, arbeitete Refoua ausschließlich an Fernsehserien, bis 1999 sein erster Spielfilm folgte, die Komödie Soft Toilet Seats.
Als er für die Serie Dark Angel als Editor angestellt wurde, lernte er den Produzenten und Regisseur James Cameron kennen. Nach dem Schnitt von Camerons Die Geister der Titanic folgte die gemeinsame Zusammenarbeit bei Avatar – Aufbruch nach Pandora. Refoua wurde gleich mit Beginn des Projekts engagiert. Und nachdem es anfangs nur hieß, er würde lediglich 6 Wochen an Avatar schneiden, wurden es über 126 Wochen Schnittarbeit am Stück. Für diesen 2,5 Jahre lange Schnittmarathon erhielt er gemeinsam mit James Cameron und Stephen E. Rivkin mehrere nationale wie internationale Filmpreise; unter anderem erhielt er eine Oscarnominierung für den Besten Schnitt und eine Nominierung des British Academy Film Award für den Besten Schnitt.
Seit dem Film Olympus Has Fallen – Die Welt in Gefahr 2013 arbeitete er regelmäßig mit dem Regisseur Antoine Fuqua zusammen. Zuletzt war Refoua an dem Filmschnitt zu James Camerons Avatar: The Way of Water (2022) beteiligt. Sein Schaffen umfasst 32 Produktionen.
Im Frühjahr 2022 wurde bei Refoua eine seltene Form eines Gallengangskarzinoms diagnostiziert. An den Folgen dieser Krankheit starb er im Mai 2023.

## Filmografie (Auswahl)
- 1990: Twin Peaks (Fernsehserie, 2 Episoden Schnittassistenz)
- 1992: Raven (Fernsehserie, unbekannte Anzahl an Folgen)
- 1995–1998: New York Undercover (Fernsehserie, 17 Episode)
- 1999: Soft Toilet Seats
- 2000–2002: Dark Angel (Fernsehserie, 16 Episoden)
- 2002–2006: CSI: Miami (Fernsehserie, 30 Episoden)
- 2003: Die Geister der Titanic (Ghosts of the Abyss)
- 2004: L.A. Twister
- 2006–2007: Reno 911! (Fernsehserie, 4 Episoden)
- 2007: Balls of Fury
- 2007: Reno 911!: Miami
- 2009: Avatar – Aufbruch nach Pandora (Avatar)
- 2013: Olympus Has Fallen – Die Welt in Gefahr (Olympus Has Fallen)
- 2013: 21 & Over
- 2014: The Equalizer
- 2015: Southpaw
- 2016: Die glorreichen Sieben (The Magnificent Seven)
- 2017: Transformers: The Last Knight
- 2017: Geostorm
- 2022: Avatar: The Way of Water

## Auszeichnungen
Oscar
- 2010: Nominierung für den Besten Schnitt von Avatar – Aufbruch nach Pandora

British Academy Film Award
- 2010: Nominierung für den Besten Schnitt von Avatar – Aufbruch nach Pandora

Online Film Critics Society Award
- 2009: Nominierung für den Besten Schnitt von Avatar – Aufbruch nach Pandora